# Шеридан, Кайлин
Кайлин Шеридан (англ. Kailen Sheridan; род. 16 июля 1995, Уитби, Онтарио) — канадская футболистка, голкипер и капитан клуба «Сан-Диего Уэйв» и сборной Канады. Олимпийская чемпионка (2020)

## Карьера

### Клубы
Выступала за команду Университета Клемсона в первом дивизионе чемпионата NCAA, сыграв 76 матчей, в 28-ми из которых не пропустила.
В январе 2017 года была выбрана на драфте NWSL под общим 23-м номером клубом «Скай Блю».

### Сборная
За сборную Канады дебютировала в марте 2016 года на Кубке Алгарве. Входила в число кандидатов в состав команды на Олимпиаду в Рио-де-Жанейро.

## Достижения
- Победительница летних Олимпийских игр (1): 2020